# Ciné Nouveau
Le Ciné Nouveau (シネ・ヌーヴォ) est une salle de cinéma d'art et essai située à Kujo, dans l'arrondissement Nishi de la ville d'Osaka. Il dispose de deux écrans : Ciné Nouveau (69 places) et Ciné Nouveau X (24 places).
Sa directrice est Noriko Yamasaki.

## Histoire
Le 18 janvier 1997, Osamu Kageyama (monteur et éditeur), Ken Erigawa (monteur), Hiroko Matsui (producteur) et d'autres membres du journal Eiga Shimbun (映画新聞) créent en tant qu'actionnaires citoyens la société « Nouveau Co., Ltd. » qui exploite la salle de cinéma Ciné Nouveau.
Le bâtiment lui-même a une longue histoire et a ouvert et fermé à plusieurs reprises, notamment avec le cinéma Kujo Toyo (1992), le cinéma Toyo Rex (1993) et ACT Photo Studio (1995-1996). Pour l'ouverture de Ciné Nouveau, la compagnie de théâtre Ishinha a conçu l'intérieur du bâtiment.  
Une salle de cinéma numérique de 24 places, Ciné Nouveau X, ouvre au premier étage du bâtiment en août 2006.  
La programmation met l'accent sur les documentaires, les projections spéciales, les rétrospectives,et les œuvres de cinéastes indépendants. En 1997, le cinéma collabore avec le Tokyo Rainbow Film Festival.
Cine Pipia dans la ville de Takarazuka, préfecture de Hyōgo, est un cinéma « frère » de Ciné Nouveau.